# Augustinern 18 (Quedlinburg)

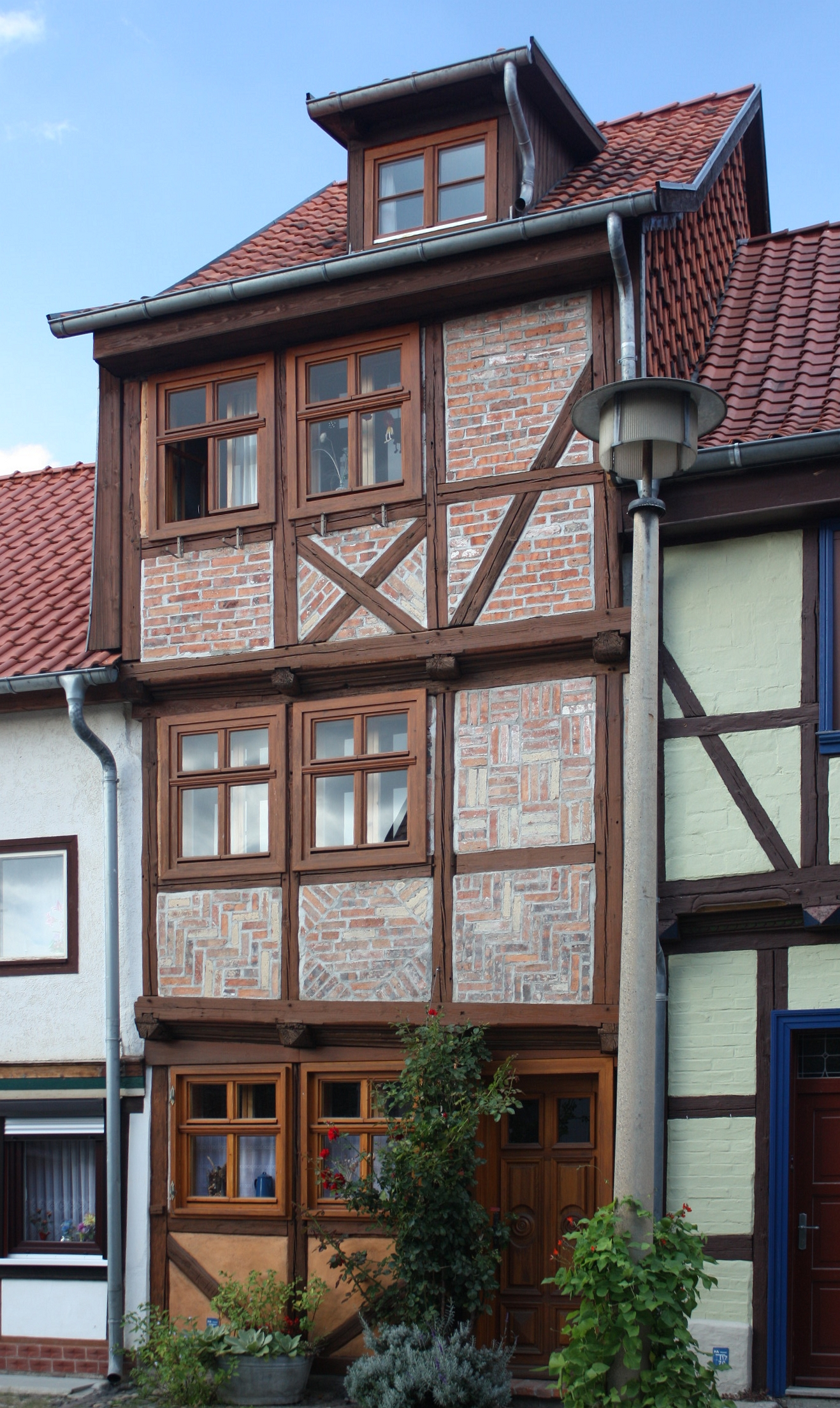
Haus Augustinern 18

Das Haus Augustinern 18 ist ein denkmalgeschütztes Gebäude in der Stadt Quedlinburg in Sachsen-Anhalt.

## Lage
Es befindet sich im nördlichen Teil der historischen Quedlinburger Neustadt und gehört zum UNESCO-Weltkulturerbe. Im Quedlinburger Denkmalverzeichnis ist es als Wohnhaus eingetragen. Östlich grenzt das gleichfalls denkmalgeschützte Haus Augustinern 19 an.

## Architektur und Geschichte
Das Fachwerkhaus entstand in seinem Kern in der Mitte des 17. Jahrhunderts. Aus dieser Zeit stammt das Motiv des Taustabs an der Stockschwelle und die breiten Fußbänder im Untergeschoss. Im 18. Jahrhundert wurde das Gebäude umgebaut und aufgestockt. Es entstand die Zierausmauerung der Gefache und die profilierte Brüstungsbohle. Die Fensterläden stammen aus der Mitte, die Haustür vom Ende des 19. Jahrhunderts.